# Nebrius
Nebrius is een monotypisch geslacht van kraakbeenvissen uit de familie Ginglymostomatidae (Verpleegsterhaaien).

## Soort
- Nebrius ferrugineus (Lesson, 1831) – Geelbruine verpleegsterhaai